# Майер, Фридрих Христофор
Фри́дрих Христофо́р Ма́йер (9 октября 1697, Кирхгейм, Вюртемберг — 24 ноября 1729, Санкт-Петербург) — математик и астроном, член Петербургской академии наук (1726—1729).

## Биография
Сын бочара из монастыря близ Кирхгейма, желавшего видеть в нем своего преемника по ремеслу, Майер ещё в детстве, во время учения в начальной школе, обратил на себя внимание своими способностями к математике. По приказанию вюртембергского герцога дальнейшее воспитание последнего в штутгартской гимназии и затем в Тюбингенском университете было принято на счёт вюртембергского правительства.
В университете, кроме лекций по математике и физике, которые Майер слушал у профессора Георга Бильфингера, он занимался ещё богословием, что дало ему возможность по выходе из университета отправлять в продолжение почти 3 лет должность викария По словам Бильфингера, молодой Майер «был относительно успехов против своих сотоварищей то же, что всадник на быстром коне в сравнении с пешеходом; его смело можно было спрашивать всё пройденное на лекциях и непонятное для других».
Когда Бильфингер был приглашен в Санкт-Петербург в создававшуюся тогда Петербургскую академию наук, он взял с собою и Майера; в Петербург они прибыли в 31 июля (11 августа) 1725 года. Спустя 4 месяца, 29 января (9 февраля) 1726 года, Майер был назначен экстраординарным профессором математики (т. е. академиком без собственной кафедры).
Под влиянием общения с такими крупными учёными, как Я. Герман и Ж. Н. Делиль, Майер делал значительные научные успехи, однако в 1729 году молодой учёный тяжело заболел и, после мучительных страданий, умер 24 ноября (5 декабря).

## Научная деятельность
Непродолжительная деятельность Майера в академии выразилась — кроме преподавания в Академическом университете — в помещении в I, II, III, IV и V тт. «Commentariorum Academiae scientiarum Imperialis Petropolitanae» и в «Mémoires pour servir à l’historie et au progrès de l’Astronomie, de la Géographie et de la Physique» (СПб., 1738) одной статьи по геометрии, одной — по теории чисел, 3 — по тригонометрии, 8 — по астрономии и 3 — по вопросу о северном сиянии. Астрономические статьи Майера имели предметами: моменты равноденствий и солнцестояний, определение пути солнца стояния планет, новый метод вычисления лунных затмений, особый способ наблюдения склонений и высот звёзд.
К приведенному перечню работ Майера нужно прибавить ещё составление первого изданного Академией наук календаря на 1728 год. Вопреки существовавшему в России и за границей обычаю составитель не нашел возможным поместить в этом календаре предсказания —  как неприличные для издания, исходящего от учёного общества. Давление общественного мнения, однако же, заставило академию (не решившуюся, по выражению Мюллера, «плыть против потока») в нескольких следующих календарях отказаться от этого нововведения.